# Djane Lavoie-Herz
Djane Lavoie-Herz (* 1889 in Ottawa; † 1982 in New York City, Vereinigte Staaten) war eine kanadische Pianistin und Musikpädagogin.

## Leben
Djane Lavoie studierte in Montreal bei Alfred La Liberté. 1905 reiste sie nach Europa und setzte dort ihre Ausbildung in London und Paris, in Berlin bei Artur Schnabel und in Brüssel erneut bei La Liberté sowie bei Alexander Skrjabin fort. Zwischen 1908 und 1914 spielte sie bei Recital u. a. in Ottawa und Montreal vorrangig Werke von Franz Liszt, Johannes Brahms und Skrjabin. Um 1911 heiratete sie den aus Deutschland stammenden Autor Siegfried Herz, der später unter dem Namen Siegfried Hearst für die National Concert and Artists' Corporation in New York arbeitete.
Lavoie-Herz lebte ab 1914 in Toronto, wo ihr Mann für Albert Nordheimers Musikalienhandel arbeitete und sie Recitals gab und eine Musikschule eröffnete. Unter anderem studierten hier Margaret McCallum, Edwin Gray und Estelle Beder bei ihr. 1920 zogen beide nach Chicago. Dort eröffnete Herz einen Salon, in dem sie Soireen mit Werken Skrjabins gab, und wo sich Persönlichkeiten wie Henry Cowell, Dane Rudhyar und Carl Ruggles trafen. Mehrere Jahre lang war sie die Lehrerin der Pianistin und Komponistin Ruth Crawford Seeger. Außerdem studierten in den 1920er Jahren bei ihr u. a. Vivian Fine, Gitta Gradova, Albert Hirsh und Rose Neistein.